# مرسدس-ای‌ام‌جی جی‌تی
مرسدس-آام‌گ جی‌تی (به انگلیسی: Mercedes-AMG GT) یک خودروی جی‌تی در دو سبک کوپه و رودستر است که توسط شرکت مرسدس-آام‌گ تولید شده‌است. این خودرو در ۹ سپتامبر ۲۰۱۴ معرفی شد و به طور رسمی در اکتبر ۲۰۱۴ و در نمایشگاه خودروی پاریس در معرض دید عموم قرار گرفت. پس از مرسدس-بنز اس‌ال‌اس آام‌گ، این دومین خودروی اسپورتی است که به طور کامل توسط مرسدس آام‌گ توسعه یافته است. آام‌گ جی‌تی در مارس ۲۰۱۵ در دو نوع جی‌تی و جی‌تی اس به فروش می‌رفت، در حالی که یک نسخهٔ مسابقه‌ای با نام جی‌تی۳ از این خودرو در سال ۲۰۱۵ معرفی شد. یک نسخه با عملکرد بالا به نام جی‌تی آر در سال ۲۰۱۶ معرفی شد. یک نسخهٔ مسابقه‌ای با نام جی‌تی۴ که برای رانندگان نیمه حرفه‌ای و بر اساس نسخهٔ جی‌تی آر طراحی شده‌است، در سال ۲۰۱۷ معرفی شد. در سال ۲۰۲۱ نسخهٔ جدیدی به نام آام‌گ جی‌تی سری سیاه نیز عرضه شد. تمام نسخه‌های این خودرو در کارخانهٔ مرسدس-بنز واقع در زیندلفینگن آلمان مونتاژ می‌شوند.
در ۲۸ اکتبر ۲۰۲۱ مرسدس-بنز خودروی مرسدس-آام‌گ کلاس-اس‌ال (آر۲۳۲) را به‌عنوان جانشین مستقیم نسخهٔ رودستر آام‌گ جی‌تی در نظر گرفت.

## تاریخچه

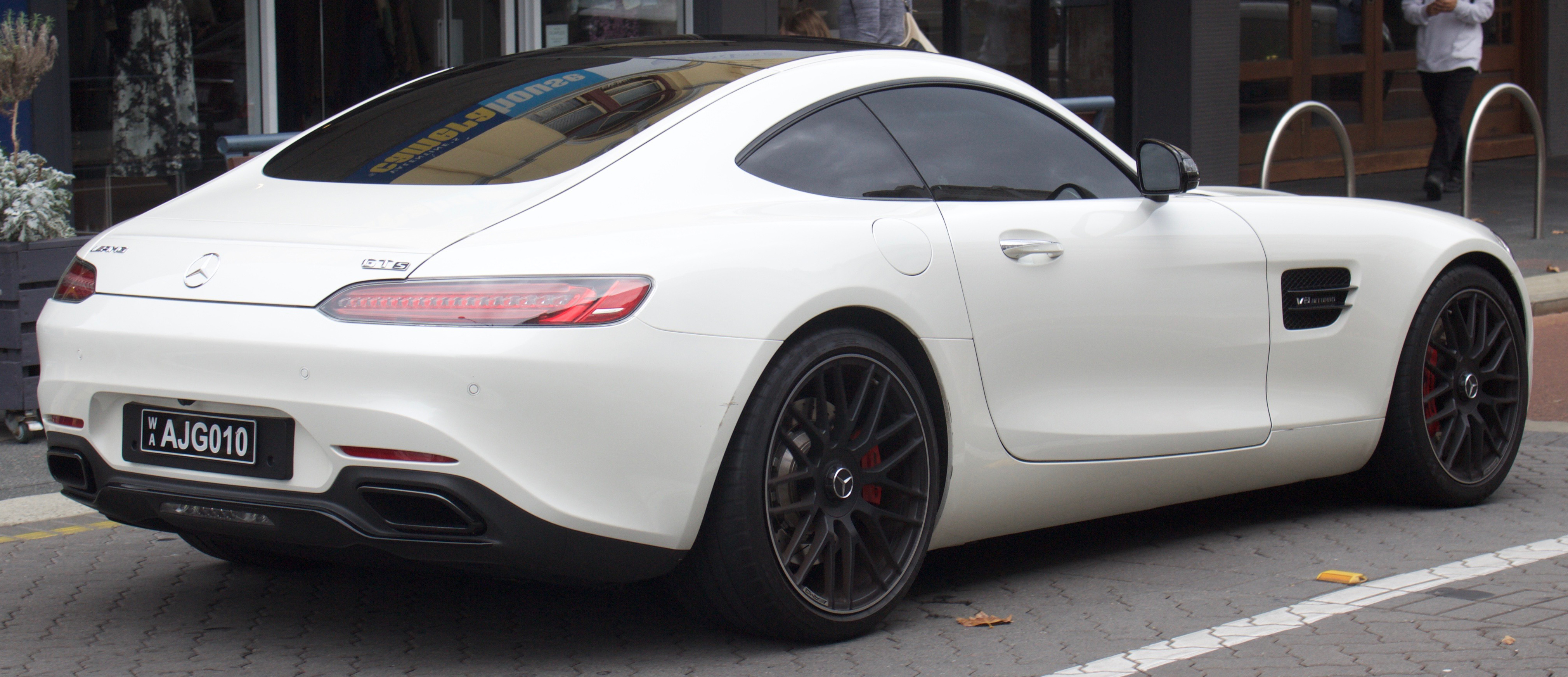
مرسدس-آام‌گ جی‌تی اس

پیش‌نمایش فضای داخلی خودروی مرسدس-آام‌گ جی‌تی در ۱۶ آوریل ۲۰۱۴ انجام گرفت. این خودرو در ۹ سپتامبر ۲۰۱۴ معرفی شد در اکتبر ۲۰۱۴ با دو گزینهٔ قدرت خروجی پیشرانه به‌طور رسمی در نمایشگاه خودروی پاریس به‌صورت عمومی رونمایی شد. توان‌های در نظر گرفته‌شده برای این خودرو عبارت‌اند از مدل جی‌تی با قدرت ۴۵۶ اسب بخار (۳۴۰ کیلووات)۸ و مدل جی‌تی اس با قدرت ۵۰۳ اسب بخار (۳۷۵ کیلووات). گشتاور تولیدی پیشرانه‌های مدل‌های جی‌تی و جی‌تی اس نیز به‌ترتیب برابر با ۶۰۰ نیوتن متر (۴۴۳ پوند-فوت) و ۶۵۰ نیوتن متر (۴۷۹ پوند-فوت) هستند.
مدت کوتاهی پس از این رونمایی، توبایاس مورس، مدیرعامل وقت شرکت مرسدس-آام‌گ وعده داد که یک مدل سری سیاه از خودروی مرسدس-آام‌گ جی‌تی نیز عرضه خواهد شد. مدل جدید این خودرو با عملکرد بالا، با نام مرسدس-آام‌گ جی‌تی آر عرضه شد.

### خودروی ایمنی فرمول یک

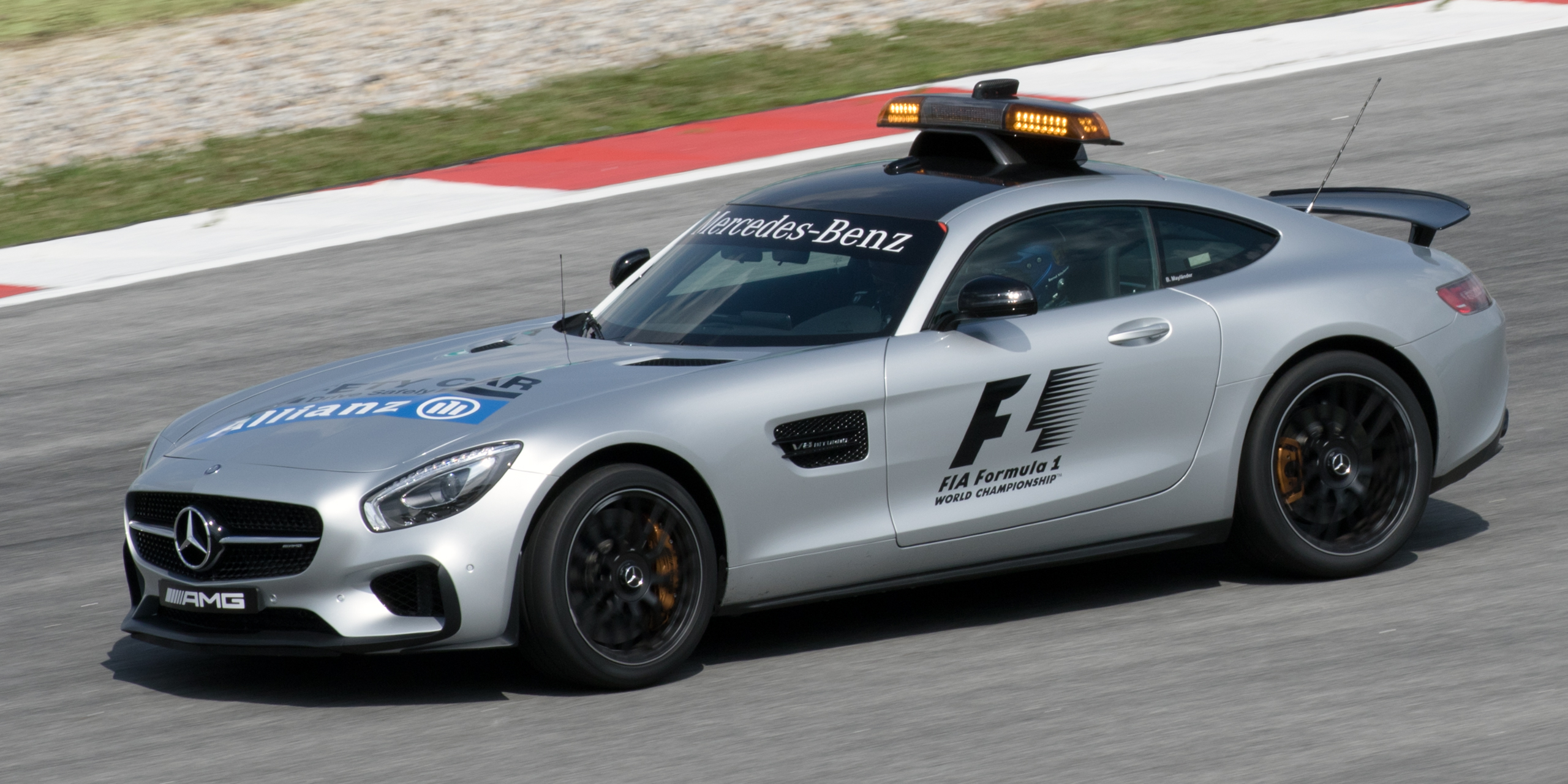
مرسدس-آام‌گ جی‌تی اس به‌عنوان خودروی ایمنی در مسابقات فرمول یک

مدل جی‌تی اس به‌عنوان خودروی ایمنی در فصل ۲۰۱۵ از مسابقات جهانی فرمول یک حضور داشت و نخستین حضورش در این نقش را در جایزه بزرگ استرالیا ۲۰۱۵ تجربه کرد. از سال ۲۰۱۸، مدل جی‌تی آر به‌عنوان خودروی ایمنی جدید جایگزین مدل جی‌تی اس شد و از سال ۲۰۱۸ تا ۲۰۲۲ در مسابقات حضور داشت. در سال ۲۰۲۲ نیز مدل جی‌تی آر جای خود را به مدل سری سیاه داد.

### فیس‌لیفت ۲۰۱۷
خانواده خودروهای مرسدس-آام‌گ در سال ۲۰۱۷ و همزمان با معرفی مدل جی‌تی سی رودستر و مدل «نسخهٔ ۵۰»، که نسخه‌ای مشتق‌شده از مدل رودستر جی‌تی سی با تولید محدود بود، در قالب یک فیس‌لیفت کلی دستخوش تغییرات ظاهری شدند. بهسازی‌هایی که به‌عنوان بخشی از این فیس‌لیفت اعمال شدند، افزایش قدرت خروجی از موتور ام۱۷۸ برای مدل‌های جی‌تی و جی‌تی اس (به‌ترتیب به میزان ۱۳ و ۱۲ اسب بخار) و در نظر گرفته‌شدن جلوپنجرهٔ موسوم به «پانامریکانا» از مدل‌های جی‌تی۳، جی‌تی۴ و جی‌تی آر به‌عنوان یکی از تجهیزات استاندارد در تمامی مدل‌ها را شامل می‌شدند.

## امکانات
تلاش شده‌است که طراحی ظاهری آام‌گ جی‌تی مشابه مدل پیشین خود، اس‌ال‌اس آام‌گ باشد. کمان‌های چرخ عریض، ارتفاع کلی کمتر بدنه و خط سقف فست‌بک شیب‌دار مشابه مدل اس‌ال‌اس آام‌گ هستند، اما درهای جانبی آام‌گ جی‌تی، به‌جای بازشدن به‌صورت بال‌پرنده‌ای که نخستین بار در دههٔ ۱۹۵۰ در مدل ۳۰۰اس‌ال استفاده شدند، به‌شکل مرسوم و رو به جلو باز می‌شوند. درپوش بزرگ موتور و شیشه جلوی باریک نیز همچنان در این خودرو حفظ شده‌اند. ۹۳٪ از ساختار کلی آام‌گ جی‌تی متشکل از فلز آلومینیم است و بخش جلویی آن از منیزیم ساخته شده‌است. طراح ارشد نمای بیرونی این خودرو، مارک فدرستون بوده‌است که پیش از این، مدل‌های کلاس-آ دبلیو۱۷۶، کلاس-سی‌ال‌ای و اس‌ال‌اس آام‌گ را نیز طراحی کرده‌است. فضای داخلی آام‌گ جی‌تی که توسط ژان کائول طراحی شده‌است نیز شامل یک کنسول میانی بزرگ و عناصر تزئینی طراحی‌شده با چرم و پلیمر کربن می‌شود.

## مشخصات فنی و عملکرد

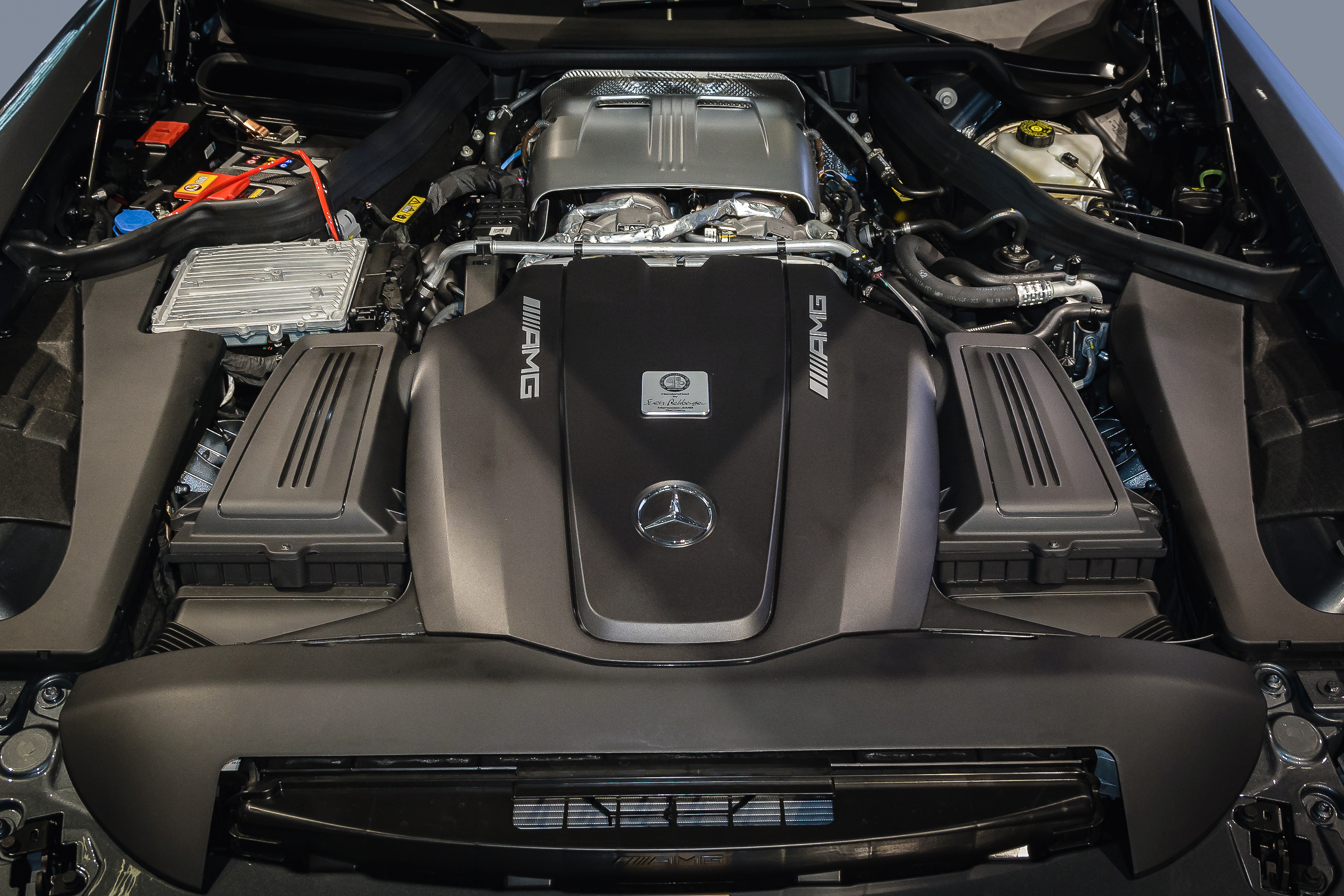
موتور وی۸ ام۱۷۸ در یک خودروی آام‌گ جی‌تی. توربوشارژرها در قسمت میانی و در زیر یک سپر حرارتی فلزی مشخص هستند.

آام‌گ جی‌تی از پیکربندی موتور جلو-محور عقب برخوردار است و موتور آن در بخش میانی فضای بین دو محور جلو و عقب قرار گرفته‌است. شاسی فضاکار و بدنهٔ این خودرو از آلیاژهای آلومینیم ساخته شده‌اند؛ در حالی که در صندوق عقب آن از جنس فولاد و درپوش موتور آن از جنس منیزیم است. سامانهٔ تعلیق این خودرو هم در جلو و هم در عقب از نوع دوجناقی است که جناق‌های آن به‌روش آهنگری آلومینیم ساخته شده‌اند.
این خودرو به یک موتور ۴٫۰ لیتری ام۱۷۸ وی۸ تویین-توربو مجهز است. پیکربندی این موتور از نوع «گرما درون وی» است — که در آن منیفولدهای اگزوز و توربوشارژرها جهت کاهش تأخیر توربوشارژر در میان گروه‌های سیلندر قرار گرفته‌اند — و از سیستم روغنکاری حوضچه خشک بهره‌مند است. توان تولیدی این موتور از طریق یک جعبه‌دندهٔ هفت سرعته دوکلاچه آام‌گ اسپیدشیفت به چرخ‌های عقب منتقل می‌شود. مدل جی‌تی اس از یک دیفرانسیل لغزش محدود مکانیکی کنترل‌شونده به‌صورت الکترونیکی مجهز است. در یک آزمایش جاده‌ای که به‌دست آزمون‌گران مجلهٔ کار اند درایور انجام شد، مدل جی‌تی اس توانست در مدت ۳٫۰ ثانیه سرعت خود را از ۰ به ۹۷ کیلومتر بر ساعت (۶۰ مایل بر ساعت) برساند. زمان ثبت‌شده برای طی مسافت یک چهارم مایل با این خودرو معادل ۱۱٫۲ ثانیه، و بیشینهٔ سرعت آن نیز برابر با ۳۱۱ کیلومتر بر ساعت (۱۹۳ مایل بر ساعت) است.

## مدل‌ها

### مرسدس-آام‌گ جی‌تی (۲۰۱۵–۲۰۲۱)

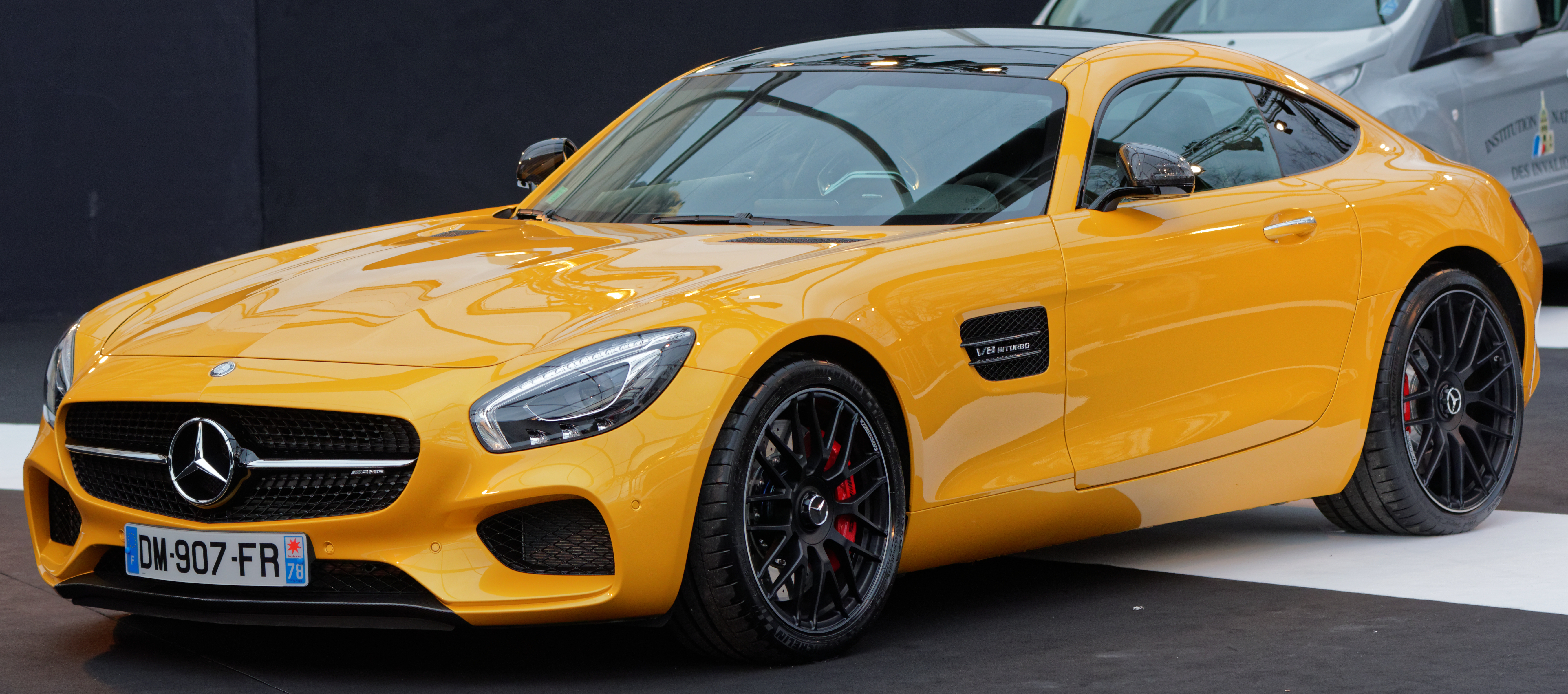
مرسدس-آام‌گ جی‌تی

مدل جی‌تی در واقع مدل پایهٔ خانوادهٔ مرسدس-آام‌گ جی‌تی است. موتور وی۸ ام۱۷۸ نصب‌شده بر روی این مدل که دارای حجم ۴ لیتر (۳٬۹۸۲ سانتی‌متر مکعب) بوده و به دو توربوشارژر مجهز است، دارای توان خروجی ۴۵۶ اسب بخار (۳۴۰ کیلووات) در دور موتور ۶٬۰۰۰ دور بر دقیقه و گشتاور ۶۱۴ نیوتن متر (۴۵۳ پوند-فوت) در دورهای بین ۱٬۶۰۰ تا ۵٬۰۰۰ دور بر دقیقه است. شتاب ۰–۹۷ کیلومتر بر ساعت (۰–۶۰ مایل بر ساعت) این خودرو برابر با ۳٫۹ ثانیه بوده و بیشترین سرعت آن به‌صورت الکترونیکی به ۳۰۴ کیلومتر بر ساعت (۱۸۹ مایل بر ساعت) محدود شده‌است. جعبه‌دندهٔ در نظر گرفته‌شده برای مدل جی‌تی هفت سرعته از نوع دوکلاچه است که نیروی پیشرانه را به چرخ‌های عقب منتقل می‌کند و دیفرانسیل آن از نوع لغزش محدود مکانیکی است. چرخ‌های این مدل در جلو و عقب دارای اندازهٔ ۱۹ اینچی هستند و در هر چهار چرخ از دیسک‌های ترمز فولادی به قطر ۱۴٫۲ اینچ استفاده شده‌است. دیسک‌های ترمز کربن-سرامیکی ۱۵٬۸ اینچی در جلو و ۱۴٬۲ اینچی در عقب نیز برای مدل جی‌تی قابل سفارش هستند.

### مرسدس-آام‌گ جی‌تی اس (۲۰۱۵–۲۰۲۰)

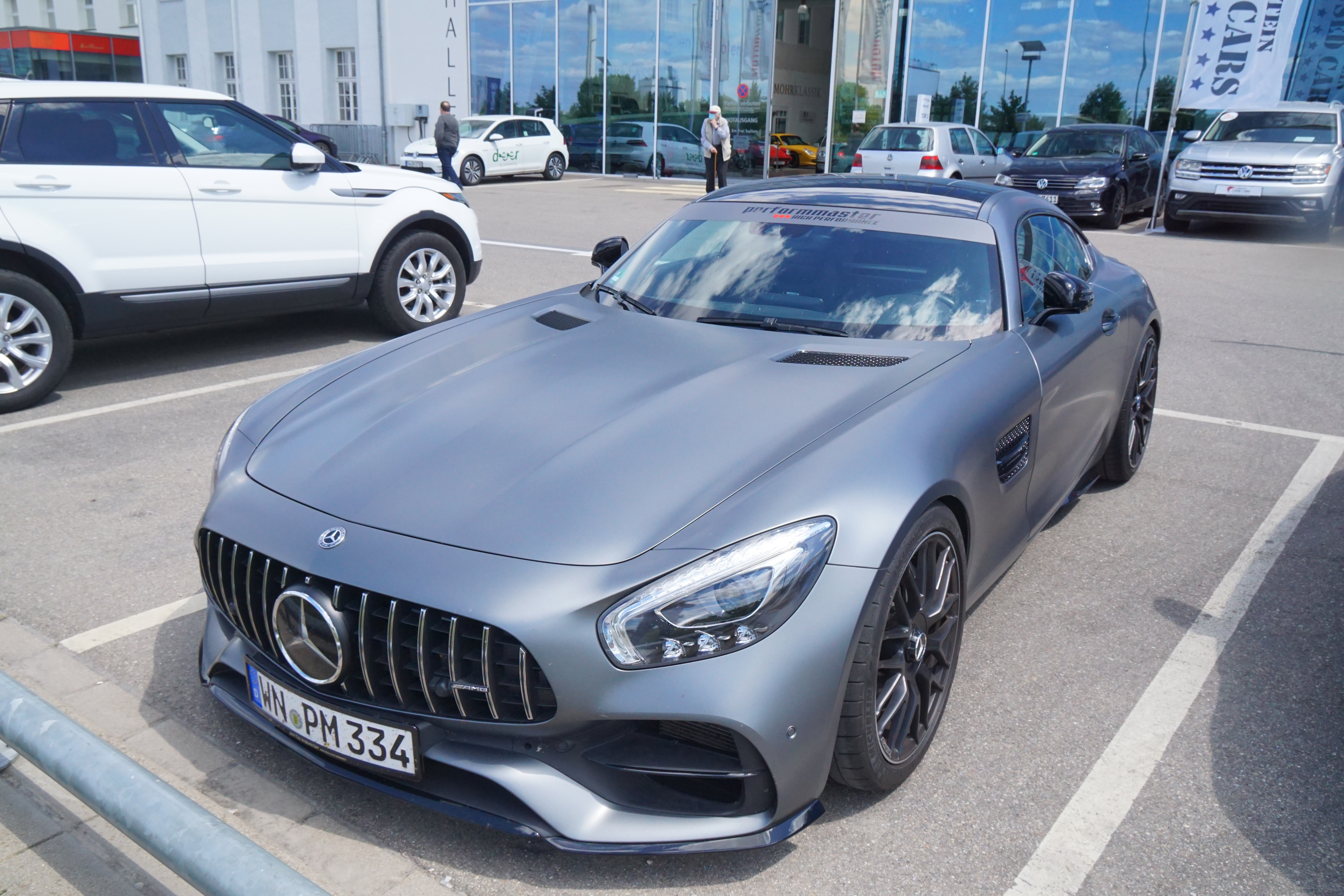
مرسدس-آام‌گ جی‌تی اس

مدل جی‌تی اس، مدلی از سری مرسدس-آام‌گ جی‌تی است که به تجهیزاتی با سطح عملکردی بالاتر مجهز شده‌است. این مدل از همان موتور وی۸ ام۱۷۸ تویین-توربو استفاده می‌کند؛ با این تفاوت که بهسازی‌های انجام‌گرفته بر روی آن، توان خروجی را به ۵۰۳ اسب بخار (۳۷۵ کیلووات) در ۶٬۲۵۰ دور بر دقیقه، و گشتاور آن را به ۶۴۹ نیوتن متر (۴۷۹ پوند-فوت) در دورهای بین ۱٬۷۵۰ تا ۴٬۷۵۰ دور بر دقیقه رسانده‌است. شتاب ۰–۹۷ کیلومتر بر ساعت (۰–۶۰ مایل بر ساعت) این جی‌تی اس برابر با ۳٫۷ ثانیه بوده و بیشینهٔ سرعت آن با کمی افزایش نسبت به مدل جی‌تی، به‌صورت الکترونیکی به ۳۱۱ کیلومتر بر ساعت (۱۹۳ مایل بر ساعت) محدود شده‌است. چرخ‌های جلوی این خودرو مشابه مدل جی‌تی دارای اندازهٔ ۱۹ اینچی هستند، اما اندازهٔ چرخ‌های عقب آن به ۲۰ اینچ افزایش یافته‌است. دیسک‌های ترمز در چرخ‌های جلوی ۱۵٫۴ اینچ قطر دارند، اما در عقب از همان دیسک‌های فولادی ۱۴٫۲ اینچی استفاده شده‌است و کالیپرهای ترمز آن نیز با رنگ قرمز رنگ‌آمیزی شده‌اند. جعبه‌دندهٔ جی‌تی اس همان جعبه‌دندهٔ ۷ سرعتهٔ دوکلاچه مورد استفاده در مدل جی‌تی است؛ با این تفاوت که دیفرانسیل لغزش محدود آن از نوع الکترونیکی است.

## آمار تولید و فروش
| سال  | تولید | فروش در ایالات متحده | یادداشت                                                   |
| ---- | ----- | -------------------- | --------------------------------------------------------- |
| ۲۰۱۵ | ~۸۱۰۰ | ۱۲۷۷                 | جی‌تی، جی‌تی اس                                             |
| ۲۰۱۶ | ~۴۸۰۰ | ۱۲۲۷                 | جی‌تی، جی‌تی اس                                             |
| ۲۰۱۷ | ~۶۴۰۰ | ۱۶۰۸                 | جی‌تی و رودستر، جی‌تی اس، جی‌تی سی نسخهٔ ۵۰ و رودستر، جی‌تی آر |
| ۲۰۱۸ | ~۵۵۰۰ | ۱۵۲۵                 | جی‌تی، جی‌تی اس، جی‌تی سی، جی‌تی آر                           |
| ۲۰۱۹ | ~۴۷۰۰ |                      | جی‌تی، جی‌تی اس، جی‌تی آر و رودستر، جی‌تی آر پرو              |
| ۲۰۲۰ | ~۱۸۰۰ |                      | جی‌تی، جی‌تی سی، جی‌تی آر و رودستر، جی‌تی سری سیاه            |
| ۲۰۲۱ | ~۲۱۰۰ |                      | جی‌تی و نسخهٔ شب، جی‌تی سی و رودستر، جی‌تی سری سیاه           |

آمار رسمی فروش در بازار ایالات متحده از سال ۲۰۱۹ به بعد شامل فروش مدل جی‌تی ۴-در کوپه ایکس۲۹۰ نیز می‌شود؛ به همین علت در اینجا فهرست نشده‌است.